# Tournoi pré-olympique de la CONCACAF
Le tournoi pré-olympique de la CONCACAF a pour but de désigner les nations qualifiées au sein de la zone Amérique du Nord, Amérique centrale et Caraïbes pour participer au tournoi final de football des Jeux olympiques.
Le tournoi masculin est organisé tous les quatre ans depuis 1964, conjointement à d'autres tournois continentaux et une fois que le nombre d'inscrits fut devenu trop important pour permettre à toutes les équipes de participer au tournoi olympique, au besoin en disputant un tour préliminaire dans le pays hôte (depuis l'édition 1924). La compétition a connu différents formats au cours des années avant d'adopter sa forme actuelle et définitive en 2000 où un tournoi final répartit les participants en deux groupes dont les deux premiers sont qualifiés pour un carré final (demi-finales, finale et rencontre pour la troisième place). La zone prévoyant deux qualifiés, les deux finalistes se placent pour le tournoi olympique.
Le tout premier tournoi pré-olympique, disputé en matches aller et retour, prit toutefois place auparavant, en 1955-1956, en prélude aux Jeux de Melbourne mais l'organisation de celui-ci n'en était pas encore confiée aux fédérations continentales respectives et il n'impliquait que 26 pays issus de quatre continents, dont les États-Unis et le Mexique. En 1960, quatre pays d'Amérique du Nord et centrale (les Antilles et la Guyane néerlandaises, les États-Unis et le Mexique) ont pris part au tournoi pré-olympique de la CONMEBOL sans que l'un d'entre eux ne soit en mesure de se qualifier. L'édition 2008 du tournoi pré-olympique de la CONCACAF fut baptisée « Championnat de la CONCACAF de football des moins de 23 ans ». Depuis 2022, c'est le Championnat de la CONCACAF des moins de 20 ans qui fait office de qualifications aux Jeux olympiques d'été chez les hommes, entraînant la disparition de cette compétition.
Le tournoi féminin a été mis en place en 2004 car, si toutefois le football féminin figure aux Jeux depuis l'édition 1996 à Atlanta, c'est la Coupe du monde féminine de football qui désignait auparavant les nations qualifiées pour le tournoi olympique. Tout comme le tournoi masculin, il a lieu tous les quatre ans. Depuis 2022, c'est le Championnat féminin de la CONCACAF qui fait office de qualifications aux Jeux olympiques d'été chez les femmes, entraînant la disparition de cette compétition.

## Tournoi masculin

### Éligibilité des joueurs
Pendant le XXe siècle, le CIO adapte les Jeux à sa perception des changements économiques, politiques et techniques du monde. Ainsi, les Jeux olympiques sont, comme le voulait Pierre de Coubertin, d'abord réservés aux purs amateurs, le règlement du CIO interdisant la participation de sportifs professionnels. Bien que malmenée par les supercheries (notamment l'amateurisme marron) autour du statut faussement « amateur » de nombreux sportifs, l'exclusion du professionnalisme reste en vigueur jusqu'en 1981. Si le passage de l’amateurisme pur au professionnalisme est dans les faits progressif, le XIe Congrès olympique en 1981 marque une révolution pour l'olympisme, avec l'admission des sportifs officiellement professionnels,.
L'évolution de l'éligibilité des athlètes se traduit en particulier pour l'épreuve du football comme suit :
- 1908 à 1956 : Seuls les footballeurs amateurs sont admis, les joueurs professionnels sont exclus.
- 1960 :  Seuls les footballeurs amateurs n'ayant pas été sélectionnés pour l'une des 16 équipes qualifiées pour la Coupe du monde 1958 sont admis, les joueurs professionnels sont exclus.
- 1964 : Seuls les footballeurs amateurs n'ayant pas participé, excepté pour l'Afrique et l'Asie, aux tours préliminaires ou à la phase finale de la Coupe du monde 1962 sont admis, les joueurs professionnels sont exclus.
- 1968 à 1976 : Seuls les footballeurs amateurs sont admis, les joueurs professionnels sont exclus.
- 1980 : Seuls les footballeurs amateurs sont admis, excepté ceux, pour l'Europe et l'Amérique du Sud, ayant participé aux qualifications ou à la phase finale de la Coupe du monde 1978, les joueurs professionnels sont exclus.
- 1984 : Pour la première fois, les joueurs professionnels sont admis, à l'exception de ceux, pour l'Europe et l'Amérique du Sud, ayant participé aux éliminatoires ou à la phase finale d'une Coupe du monde de football ; les règles étaient encore soumises à débat lors des premières rencontres qualificatives ce qui provoqua quelques malentendus quant à l'alignement de joueurs amateurs ou professionnels.
- 1988 : Les règles de 1984 furent maintenues mais les joueurs, pour l'Europe et l'Amérique du Sud, ayant disputé moins de 90 minutes dans une seule rencontre de Coupe du monde étaient cette fois admis.
- 1992 : La compétition est réservée aux joueurs nés le 1er août 1969 ou plus tard.
- depuis 1996 : La compétition est ouverte à tous les joueurs de moins de 23 ans, avec l'addition pour le tournoi final de maximum trois joueurs plus âgés.

### Historique
| Édition | Édition          | Pays hôte                |                                                               | Classement final                                              | Classement final                                              | Classement final                                              | Classement final |
| Édition | Édition          | Pays hôte                | Vainqueur                                                     | Deuxième                                                      | Troisième                                                     | Quatrième                                                     |                  |
| ------- | ---------------- | ------------------------ | ------------------------------------------------------------- | ------------------------------------------------------------- | ------------------------------------------------------------- | ------------------------------------------------------------- | ---------------- |
| 1964    | Tokyo 1964       | Mexique                  | Mexique (Q)                                                   | Guyane néerlandaise                                           | États-Unis                                                    | Panama                                                        |                  |
| 1968    | Mexico 1968      | Pas de pays hôte désigné | Pas de vainqueur désigné Salvador (Q) Guatemala (Q)           | Pas de vainqueur désigné Salvador (Q) Guatemala (Q)           | Pas de vainqueur désigné Salvador (Q) Guatemala (Q)           | Pas de vainqueur désigné Salvador (Q) Guatemala (Q)           |                  |
| 1972    | Munich 1972      | Pas de pays hôte désigné | Mexique (Q)                                                   | États-Unis (Q)                                                | Guatemala                                                     | Jamaïque                                                      |                  |
| 1976    | Montréal 1976    | Pas de pays hôte désigné | Mexique (Q)                                                   | Guatemala (Q)                                                 | Cuba (Q)                                                      |                                                               |                  |
| 1980    | Moscou 1980      | Pas de pays hôte désigné | Costa Rica (Q)                                                | États-Unis                                                    | Suriname Haïti Cuba (Q)                                       |                                                               |                  |
| 1984    | Los Angeles 1984 | Pas de pays hôte désigné | Costa Rica (Q)                                                | Canada (Q)                                                    | Cuba                                                          |                                                               |                  |
| 1988    | Séoul 1988       | Pas de pays hôte désigné | Pas de vainqueur désigné États-Unis (Q) Mexique Guatemala (Q) | Pas de vainqueur désigné États-Unis (Q) Mexique Guatemala (Q) | Pas de vainqueur désigné États-Unis (Q) Mexique Guatemala (Q) | Pas de vainqueur désigné États-Unis (Q) Mexique Guatemala (Q) |                  |
| 1992    | Barcelone 1992   | Pas de pays hôte désigné | États-Unis (Q)                                                | Mexique (Q)                                                   | Canada                                                        | Honduras                                                      |                  |
| 1996    | Atlanta 1996     | Canada                   | Mexique (Q)                                                   | Canada                                                        | Costa Rica                                                    | Jamaïque                                                      |                  |
| 2000    | Sydney 2000      | États-Unis               | Honduras (Q)                                                  | États-Unis (Q)                                                | Mexique                                                       | Guatemala                                                     |                  |
| 2004    | Athènes 2004     | Mexique                  | Mexique (Q)                                                   | Costa Rica (Q)                                                | Honduras                                                      | États-Unis                                                    |                  |
| 2008    | Pékin 2008       | États-Unis               | Honduras (Q)                                                  | États-Unis (Q)                                                | Canada                                                        | Guatemala                                                     |                  |
| 2012    | Londres 2012     | États-Unis               | Mexique (Q)                                                   | Honduras (Q)                                                  | Salvador (en)                                                 | Canada                                                        |                  |
| 2015    | Rio 2016         | États-Unis               | Mexique (Q)                                                   | Honduras (Q)                                                  | États-Unis                                                    | Canada                                                        |                  |
| 2020    | Tokyo 2020       | Mexique                  | Mexique (Q)                                                   | Honduras (Q)                                                  | États-Unis                                                    | Canada                                                        |                  |

### Performances par nation
- Aucun pays n'a participé à toutes les éditions du tournoi pré-olympique de la CONCACAF, toutefois le Mexique (en 1968) et les États-Unis (en 1984 et 1996) n'y ont uniquement pas pris part lorsqu'ils étaient qualifiés d'office comme pays hôte des Jeux olympiques.
- Le Mexique est la nation qui présente le meilleur bilan ayant remporté huit titres et participé à dix phases finales en quatorze participations, il a également remporté une médaille d'or en 2012.
- Le Guatemala et le Salvador sont les deux seules nations à avoir participé à toutes les éditions organisées depuis 1968.
- Cuba est la seule nation qui a pu participer à deux phases finales sans s'être qualifiée au préalable, bénéficiant du retrait de l'Uruguay en 1976 et des États-Unis en 1980.
- Les îles Vierges britanniques sont la seule nation, à la fois membre de la CONCACAF et du CIO, à n'avoir jamais pris part au tournoi pré-olympique de la CONCACAF, celles-ci étaient pourtant inscrites à l'édition 2008 mais l'équipe déclare forfait à la veille de la première rencontre.
- À la suite de la dissolution de la fédération des Antilles néerlandaises, Curaçao présente la particularité d'avoir participé à une phase éliminatoire (en 2012) sans pour autant être membre du CIO et dès lors ne pas être autorisée à participer au tournoi olympique en cas de qualification.

| Pays                            | Participations                                                                           | Titres                                              | Qualifications                                                   | Phases finales                                                   | Pays hôte                  |
| ------------------------------- | ---------------------------------------------------------------------------------------- | --------------------------------------------------- | ---------------------------------------------------------------- | ---------------------------------------------------------------- | -------------------------- |
| Mexique                         | 14 (1964, 1972, 1976, 1980, 1984, 1988, 1992, 1996, 2000, 2004, 2008, 2012, 2015, 20217) | 8 (1964, 1972, 1976, 1996, 2004, 2012, 2015, 20217) | 9 (1964, 1972, 1976, 19882, 1992, 1996, 2004, 2012, 2015, 20217) | 10 (1964, 19681, 1972, 1976, 1992, 1996, 2004, 2012, 2016, 2020) | 3 (1964, 2004, 20217)      |
| Guatemala                       | 14 (1968, 1972, 1976, 1980, 1984, 1988, 1992, 1996, 2000, 2004, 2008, 2012, 2015, 20217) |                                                     | 2 (1968, 1976)                                                   | 3 (1968, 1976, 19882)                                            |                            |
| Salvador                        | 14 (1968, 1972, 1976, 1980, 1984, 1988, 1992, 1996, 2000, 2004, 2008, 2012, 2015, 20217) |                                                     | 1 (1968)                                                         | 1 (1968)                                                         |                            |
| États-Unis                      | 13 (1964, 1968, 1972, 1976, 1980, 1988, 1992, 2000, 2004, 2008, 2012, 2015, 20217)       | 1 (1992)                                            | 6 (1972, 1980, 1988, 1992, 2000, 2008)                           | 7 (1972, 19803, 19841, 1988, 1992, 19961, 2000, 2008)            | 4 (2000, 2008, 2012, 2015) |
| Canada                          | 13 (1968, 1972, 1980, 1984, 1988, 1992, 1996, 2000, 2004, 2008, 2012, 2015, 20217)       |                                                     | 1 (1984)                                                         | 2 (19761, 1984)                                                  | 1 (1996)                   |
| Jamaïque                        | 13 (1972, 1976, 1980, 1984, 1988, 1992, 1996, 2000, 2004, 2008, 2012, 2015, 20217)       |                                                     |                                                                  |                                                                  |                            |
| Trinité-et-Tobago               | 12 (1968, 1976, 1980, 1984, 1988, 1992, 1996, 2000, 2004, 2008, 2012, 2015)              |                                                     |                                                                  |                                                                  |                            |
| Costa Rica                      | 11 (1968, 1976, 1980, 1984, 1996, 2000, 2004, 2008, 2012, 2015, 20217)                   | 2 (1980, 1984)                                      | 3 (1980, 1984, 2004)                                             | 3 (1980, 1984, 2004)                                             |                            |
| Cuba                            | 11 (1968, 1976, 1980, 1984, 1992, 2000, 2004, 2008, 2012, 2015, 20217)                   |                                                     |                                                                  | 2 (19764, 19803)                                                 |                            |
| Suriname                        | 11 (19645, 19685, 19725, 1976, 1980, 1984, 1992, 2000, 2004, 2008, 2012)                 |                                                     |                                                                  |                                                                  |                            |
| Panama                          | 11 (1964, 1972, 1980, 1988, 1992, 2000, 2004, 2008, 2012, 2015, 20217)                   |                                                     |                                                                  |                                                                  |                            |
| Barbade                         | 11 (1972, 1976, 1980, 1984, 1988, 1992, 2000, 2004, 2008, 2015, 20217)                   |                                                     |                                                                  |                                                                  |                            |
| Honduras                        | 10 (1976, 1984, 1988, 1992, 2000, 2004, 2008, 2012, 2015, 20217)                         | 2 (2000, 2008)                                      | 5 (2000, 2008, 2012, 2015, 20217)                                | 5 (2000, 2008, 2012, 2016, 2020)                                 |                            |
| Antilles néerlandaises          | 9 (1964, 1968, 1972, 1980, 1984, 1992, 2000, 2008, 20126)                                |                                                     |                                                                  |                                                                  |                            |
| Bermudes                        | 9 (1968, 1972, 1976, 1980, 1984, 1988, 1996, 2000, 2008)                                 |                                                     |                                                                  |                                                                  |                            |
| République dominicaine          | 9 (1968, 1976, 1980, 1988, 2000, 2004, 2008, 2015, 20217)                                |                                                     |                                                                  |                                                                  |                            |
| Haïti                           | 9 (1968, 1980, 1992, 2000, 2004, 2008, 2012, 2015, 20217)                                |                                                     |                                                                  |                                                                  |                            |
| Antigua-et-Barbuda              | 8 (1984, 1988, 1992, 1996, 2008, 2012, 2015, 20217)                                      |                                                     |                                                                  |                                                                  |                            |
| Sainte-Lucie                    | 8 (1992, 1996, 2000, 2004, 2008, 2012, 2015, 20217)                                      |                                                     |                                                                  |                                                                  |                            |
| Nicaragua                       | 7 (1976, 2000, 2004, 2008, 2012, 2015, 20217)                                            |                                                     |                                                                  |                                                                  |                            |
| Guyana                          | 7 (1988, 1996, 2000, 2004, 2008, 2012, 2015)                                             |                                                     |                                                                  |                                                                  |                            |
| Îles Caïmans                    | 6 (1996, 2004, 2008, 2012, 2015, 20217)                                                  |                                                     |                                                                  |                                                                  |                            |
| Dominique                       | 6 (2000, 2004, 2008, 2012, 2015, 20217)                                                  |                                                     |                                                                  |                                                                  |                            |
| Saint-Christophe-et-Niévès      | 6 (2000, 2004, 2008, 2012, 2015, 20217)                                                  |                                                     |                                                                  |                                                                  |                            |
| Aruba                           | 5 (1992, 2000, 2008, 2012, 2015)                                                         |                                                     |                                                                  |                                                                  |                            |
| Belize                          | 5 (1992, 1996, 2000, 2004, 2015)                                                         |                                                     |                                                                  |                                                                  |                            |
| Saint-Vincent-et-les-Grenadines | 5 (1996, 2000, 2008, 2012, 2015)                                                         |                                                     |                                                                  |                                                                  |                            |
| Bahamas                         | 4 (1984, 1988, 2004, 2008)                                                               |                                                     |                                                                  |                                                                  |                            |
| Porto Rico                      | 4 (1992, 2008, 2015, 20217)                                                              |                                                     |                                                                  |                                                                  |                            |
| Grenade                         | 4 (2004, 2008, 2012, 20217)                                                              |                                                     |                                                                  |                                                                  |                            |
| Îles Vierges des États-Unis     | 3 (2004, 2008, 20217)                                                                    |                                                     |                                                                  |                                                                  |                            |

1 Qualifié d'office comme pays hôte des JO

2 La FIFA désigne le Guatemala pour remplacer le Mexique disqualifié à la suite d'irrégularités commises à l'occasion du Championnat d'Amérique du Nord, centrale et Caraïbe de football des moins de 20 ans

3 Les États-Unis participent au boycott des JO 1980, c'est Cuba qui hérite ainsi de la place qualificative

4 À la suite du retrait en dernière minute de l'Uruguay, Cuba fut invité à participer au tournoi olympique

5 En tant que Guyane néerlandaise

6 En tant que Curaçao

7 Le 13 mars 2020, en raison de la pandémie de Covid-19, la CONCACAF suspend toutes ses compétitions, et par conséquent le tournoi de qualification aux Jeux et, peu de temps après, le CIO décide de reporter les JO de Tokyo en 2021 (tout en maintenant la dénomination de « Jeux olympiques d'été de 2020 ») entraînant la replanification de la phase finale du tournoi pré-olympique de la CONCACAF du 18 au 30 mars 2021.

## Tournoi féminin

### Éligibilité des joueuses
Contrairement aux hommes, toute joueuse peut prendre part au tournoi olympique quel que soit l'âge ou le statut.

### Historique
| Édition | Édition      | Pays hôte  |                | Classement final | Classement final | Classement final  | Classement final |
| Édition | Édition      | Pays hôte  | Vainqueur      | Deuxième         | Troisième        | Quatrième         |                  |
| ------- | ------------ | ---------- | -------------- | ---------------- | ---------------- | ----------------- | ---------------- |
| 2004    | Athènes 2004 | Costa Rica | États-Unis (Q) | Mexique (Q)      | Canada           | Costa Rica        |                  |
| 2008    | Pékin 2008   | Mexique    | États-Unis (Q) | Canada (Q)       | Mexique          | Costa Rica        |                  |
| 2012    | Londres 2012 | Canada     | États-Unis (Q) | Canada (Q)       | Mexique          | Costa Rica        |                  |
| 2016    | Rio 2016     | États-Unis | États-Unis (Q) | Canada (Q)       | Costa Rica       | Trinité-et-Tobago |                  |
| 2020    | Tokyo 2020   | États-Unis | États-Unis (Q) | Canada (Q)       | Mexique          | Costa Rica        |                  |

### Performances par nation
- Les États-Unis présentent le meilleur bilan avec six titres en autant de participations, suivis par le Canada qui compte quatre qualifications en cinq tournois.
- Les résultats et performances des nations de la CONCACAF reflètent parfaitement le classement mondial féminin car à quatre reprises ce sont les quatre meilleures nations de la zone qui terminent aux quatre premières places du tournoi.
- Trinité-et-Tobago est le seul pays à avoir pu bousculer l'hégémonie du top 4 en finissant quatrième en 2016.